# Командное чемпионство мира
Командное чемпионство мира (англ. World Tag Team Championship) — это командный титул чемпиона, созданный и продвигаемый американским рестлинг-промоушном WWE, который в настоящее время защищается на бренде Raw.
Это один из двух мужских командных чемпионских титулов в основном ростере WWE, наряду с командным чемпионством WWE.
Титул был учреждён 3 октября 2002 года как командное чемпионство WWE (англ. WWE Tag Team Championship), команда Курта Энгла и Криса Бенуа стала первыми чемпионами. Он был введён для бренда SmackDown в качестве второго командного титула промоушена в дополнение к оригинальному командному чемпионству мира, которое стало эксклюзивным для Raw. Оба титула были объединены в 2009 году и стали называться объединённым командным чемпионством WWE, но официально оставались независимыми друг от друга до тех пор, пока в 2010 году командное чемпионство мира не было упразднено. В результате драфта WWE 2016 года чемпионат стал эксклюзивным для Raw с последующим переименованием, а SmackDown создал командное чемпионство WWE SmackDown в качестве аналога.

## История создания

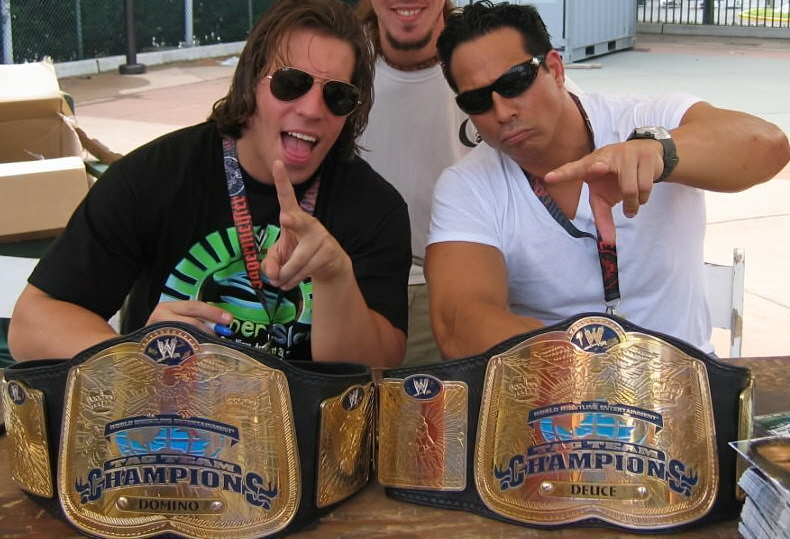
Дьюс и Домино с оригинальным дизайном пояса командного чемпионства WWE

После первого разделения на бренды весной 2002 года существовавший в федерации пояс командных чемпионов мира стал эксклюзивным для бренда Raw и стал защищаться на шоу Raw, тем самым оставив бренд SmackDown без командного чемпионата. В результате этого в октябре 2002 года тогдашний генеральный менеджер SmackDown Стефани Макмэн представила новое командное чемпионство WWE которое стало командным чемпионатом для бренда SmackDown. Стефани заявила, что первые чемпионы будут определены на матчах турнира из восьми команд. 20 октября 2002 года в финале турнира на No Mercy (2002) команда Курта Энгла и Криса Бенуа победили Рея Мистерио и Эджа став первыми командными чемпионами.
17 октября 2007 года SmackDown и ECW объявили о соглашении об обмене талантов, которое позволило рестлерам этих брендов проявляться на обоих шоу, а титул стал защищаться на обоих брендах. В конце 2008, начале 2009 годов командные чемпионы WWE «Братья Колоны» (Карлито и Примо) вступили в соперничество с командными чемпионами мира Джоном Моррисоном и Мизом. В результате 17 марта на ECW было объявлено, что на WrestleMania 25 обе команды будут защищать свои титулы друг против друга, и победившая команда будет держать оба титула. Колоны победили Моррисона и Миза объединив титулы, после чего чемпионат стал называться объединенное командное чемпионство WWE. Тем не менее какое то время оба чемпионата существовали раздельно, но были едиными. После этого объединённый чемпионат стал защищаться на любом бренде до августа 2010 года. В том же месяце анонимный генеральный менеджер Raw передал сообщение, что командное чемпионство мира будет окончательно упразднено, а у командного чемпионства WWE исчезнет приставка «Объединенное» и оно станет единственным, а пояса обновятся и получат новый дизайном. Новые чемпионские пояса получили действующие на тот момент чемпионы «Династия Хартов» (Девид Харт Смит и Тайсон Кидд). С того времени командный чемпионат WWE стал единственным в компании и защищался на любом бренде. Первое разделения на бренды закончилось в августе 2011 года.
После повторное разделения ростера на бренды в июле 2016 года, действующие на тот момент командные чемпионы WWE группировка «Новый день» (Кофи Кингстон, Биг И и Ксавье Вудс) были задрафтованы на бренд Raw, что делает чемпионат эксклюзивным для Raw. В ответ, оставшись без командного чемпионата 23 августа 2016 года на SmackDown был создал новый командный чемпионат WWE SmackDown. Командное чемпионство WWE впоследствии было переименовано и стало командным чемпионством WWE Raw, чтобы отражать его эксклюзивность для Raw.
8 апреля 2018 года на WrestleMania 34 действующие на тот момент командные чемпионы WWE Raw команда «Бар» (Сезаро и Шеймус) должны были защищать титулы против Брона Строумэна и его командного партнера которого он сам выберет. На WrestleMania Строумэн вышел один не имея партнёра и решил выбрать его из поклонников которые пришли на мероприятие. Затем он вышел в толпу и выбрал 10-летнего мальчика Николаса. Во время матча Николас получил тег и даже вышел на ринг, но тут же Строумэн забрал его обратно и продолжил матч. В итоге команда победила Сезаро и Шеймуса став новыми чемпионами. Это сделало Николаса самым молодым чемпионом в истории в WWE. На следующий день на очередном выпуске Raw чемпионы вакантировали титулы, так как из за учёбы Николас не мог постоянно появляться на шоу.
В сентябре 2019 года подготовительный бренд NXT переехал из WWE Network на телевизионную сеть USA Network что сделало его фактически полноценным третьим брендом, хотя он и остаётся главной подготовительной площадкой WWE. Данный переезд шоу на телеканал повысил престиж всех действующих чемпионатов в NXT сделав командное чемпионство NXT фактически третьим командным титулом для мужчин в WWE.

## Турнир чемпионата

### Таблица турнира за титул командных чемпионов WWE
Турнир начался 3 октября 2002 года, финал состоялся 20 февраля на PPV No Mercy (2002).
|  | Четвертьфиналы SmackDown 03.10.02, 10.10.02  | Четвертьфиналы SmackDown 03.10.02, 10.10.02 |                  |                                              | Полуфиналы SmackDown 17.10.02 | Полуфиналы SmackDown 17.10.02 |  |                        | Финал No Mercy (2002) 20.10.02 | Финал No Mercy (2002) 20.10.02 |
|  |                                              |                                             |                  |                                              |                               |                               |  |                        |                                |                                |
|  | «Лос Геррерос» (Эдди Герреро и Чаво Герреро) | Проходят в полуфинал                        |                  |                                              |                               |                               |  |                        |                                |                                |
|  | Марк Генри и Рикиши                          | Болевой                                     |                  |                                              |                               |                               |  |                        |                                |                                |
|  | Марк Генри и Рикиши                          | Болевой                                     |                  | «Лос Геррерос» (Эдди Герреро и Чаво Герреро) | Удержание                     |                               |  |                        |                                |                                |
|  |                                              |                                             |                  | «Лос Геррерос» (Эдди Герреро и Чаво Герреро) | Удержание                     |                               |  |                        |                                |                                |
|  |                                              | Крис Бенуа и Курт Энгл                      | Проходят в финал |                                              |                               |                               |  |                        |                                |                                |
|  | Крис Бенуа и Курт Энгл                       | Крис Бенуа и Курт Энгл                      | Проходят в финал | Проходят в полуфинал                         |                               |                               |  |                        |                                |                                |
|  | Крис Бенуа и Курт Энгл                       |                                             |                  | Проходят в полуфинал                         |                               |                               |  |                        |                                |                                |
|  | Билли Кидман и Джон Сина                     | Болевой                                     |                  |                                              |                               |                               |  |                        |                                |                                |
|  | Билли Кидман и Джон Сина                     | Болевой                                     |                  |                                              |                               |                               |  | Крис Бенуа и Курт Энгл | Чемпионы                       |                                |
|  |                                              |                                             |                  |                                              |                               |                               |  | Крис Бенуа и Курт Энгл | Чемпионы                       |                                |
|  |                                              | Эдж и Рей Мистерио                          | Болевой          |                                              |                               |                               |  |                        |                                |                                |
|  | Преподобный Ди’Вон и Рон Симмонс             | Эдж и Рей Мистерио                          | Болевой          | Проходят в полуфинал                         |                               |                               |  |                        |                                |                                |
|  | Преподобный Ди’Вон и Рон Симмонс             |                                             |                  | Проходят в полуфинал                         |                               |                               |  |                        |                                |                                |
|  | Билли и Чак                                  | Удержание                                   |                  |                                              |                               |                               |  |                        |                                |                                |
|  | Билли и Чак                                  | Удержание                                   |                  | Преподобный Ди’Вон и Рон Симмонс             | Удержание                     |                               |  |                        |                                |                                |
|  |                                              |                                             |                  | Преподобный Ди’Вон и Рон Симмонс             | Удержание                     |                               |  |                        |                                |                                |
|  |                                              | Эдж и Рей Мистерио                          | Проходят в финал |                                              |                               |                               |  |                        |                                |                                |
|  | Эдж и Рей Мистерио                           | Эдж и Рей Мистерио                          | Проходят в финал | Проходят в полуфинал                         |                               |                               |  |                        |                                |                                |
|  | Эдж и Рей Мистерио                           |                                             |                  | Проходят в полуфинал                         |                               |                               |  |                        |                                |                                |
|  | Брок Леснар и Таджири                        | Удержание                                   |                  |                                              |                               |                               |  |                        |                                |                                |

## История титула

### История чемпионата на брендах
После разделения на бренды в марте 2002 года все титула WWE стали эксклюзивными либо для бренда Raw, либо для бренда SmackDown. В дальнейшем с периодичностью WWE проводили драфт либо встряску реестра переводя кого то на другой бренд. После того, как командное чемпионство WWE было объединено с командным чемпионством мира и стало называться объединенное командное чемпионство WWE, чемпионы могли появляться и защищать титулы на любом бренде WWE.. В августе 2010 года титулы были окончательно объединены как командное чемпионство WWE с одним набором поясов и продолжали защищаться на любом бренде. Разделение на бренды было прекращено 29 августа 2011 года, ростер рестлеров стал единым. Повторное разделение на бренды состоялся 19 июля 2016 года. Ниже в таблице приведен список дат, показывающих переходы командного чемпионства между брендами Raw, SmackDown и ECW.
| Дата перехода   | Бренд     | Примечания |
| --------------- | --------- | --- |
| 20 октября 2002 | SmackDown | Чемпионат созданный как командное чемпионство WWE для бренда SmackDown, после того, как командное чемпионство мира стало эксклюзивным для бренда Raw. Курт Энгл и Криса Бенуа стали первыми чемпионами на No Mercy (2002).                                                                                                  |
| 13 ноября 2007  | ECW       | Командное чемпионство WWE перешло в ECW, после того как Джонн Моррисон и Миз, члены ECW, победили Мэтта Хардиа и MVP став командными чемпионами. Тем не менее, в рамках соглашения об обмене талантами между брендами, команды любого бренда могли оспаривать титул.                                                        |
| 20 июля 2008    | SmackDown | Командное чемпионство WWE вернулось на SmackDown после того, как Зак Райдер и Курт Хоукинс, члены бренда SmackDown, победили Джонна Моррисона и Миза став командными чемпионами. Соглашение об обмене талантами продолжало действовать.                                                                                     |
| 5 апреля 2009   | —         | На WrestleMania 25 команда «Колоны» объединили командное чемпионство WWE и командное чемпионство мира в объединённое командное чемпионство WWE. Формально ни один комплект поясов не был упразднён. Командное чемпионство мира окончательно упразднили в августе 2010 года, а у текущего убрали из названия «Объединенное». |
| 29 августа 2011 | —         | Конец первого разделения на бренды. Командное чемпионство WWE защищается как на Raw, так и на SmackDown. |
| 19 июля 2016    | Raw       | Произошло повторное разделения ростера WWE на бренды. Командные чемпионы WWE «Новый день» (Кофи Кингстон, Биг И и Ксавье Вудс) были отобраны на Raw во время драфта WWE 2016 года. Чемпионат был переименован в командное чемпионство WWE Raw, а на SmackDown был введён новый командный чемпионсат.                        |

## Статистика
| Рекорд                     | Обладатель                  | Значение | Примечания |
| -------------------------- | --------------------------- | -------- | --- |
| Самое долгое чемпионство   | «Новый день»                | 483 дня  | У них также самое длинное комбинированное чемпионство в 627 дней. |
| Самое короткое чемпионство | Джон Сина и Миз             | 9 минут  | Анонимный генеральный менеджер Raw заставил Сину и Миза объединиться и бороться за титул против «Ядра». Победили «Ядро» (Джастина Габриэла и Хита Слэйтера), но последние сразу потребовали реванш. Во время матча Миз предал Джон Сину. |
| Самые тяжёлые чемпионы     | Биг Шоу и Кейн              | 367 кг   | Победили Джастина Габриэла и Хита Слэйтера. |
| Самые легкие чемпионы      | Пол Лондон и Брайан Кендрик | 166 кг   | Победили Джонни Найтро и Джоуи Меркури на Judgment Day (2006). |

## Действующие чемпионы
На 26 июля 2025 года действующими чемпионами являются Братья Усо. Команда удерживает чемпионство в третий раз.

### Комментарии
1. ↑  10-летний Николас был выбран Броном Строумэном как случайный зритель. На самом деле это был сын рефери Джона Коуна